# Władysław Schinzel
Władysław Schinzel (ur. 22 maja 1943 w Warszawie) – polski szachista, mistrz międzynarodowy od 1979 roku, brat matematyka Andrzeja Schinzla. 

## Kariera szachowa
W roku 1961 zdobył w Olsztynie tytuł wicemistrza Polski juniorów lat 20 lat. W latach 1965–1981 dziewięciokrotnie wystąpił w finałach mistrzostw kraju seniorów, najlepszy wynik osiągając w roku 1979 w Tarnowie, gdzie w turnieju rozegranym systemem szwajcarskim zajął V miejsce. W roku 1972 w Lublińcu zdobył brązowy medal mistrzostw Polski w szachach błyskawicznych. W tym samym roku podzielił IV miejsce w międzynarodowym turnieju w Solinie. W 1974 był II w Krakowie, zaś rok później - III w Rimavskiej Sobocie. W 1976 zajął III miejsce w Poznaniu, zaś w 1978 - II w Krośnie i III w Warszawie. W następnym roku podzielił I miejsce w Hradcu Králové. W 1981 podzielił II miejsce w Warszawie. W latach 1977–1981 trzykrotnie wystąpił w memoriałach Akiby Rubinsteina w Polanicy-Zdroju.
Najwyższy ranking w karierze osiągnął 1 stycznia 1978 r., z wynikiem 2400 punktów dzielił wówczas 6-7. miejsce (wspólnie z Franciszkiem Borkowskim) wśród polskich szachistów.
Od 1982 r. nie występuje w turniejach klasyfikowanych przez Międzynarodową Federację Szachową.